# 釜本文男
釜本文男（日语：／ Kamamoto Fumio，1918年11月4日—2011年2月11日），兵库县出身，日本男子链球运动员。他曾获得1951年亚洲运动会男子链球金牌。他也曾参加1956年夏季奥林匹克运动会。